# Nikołaj Ignatow (piłkarz)
Nikołaj Ignatow (ur. 1894, zm. 1943) – rosyjski/radziecki piłkarz, obrońca.
Zawodnik moskiewskich drużyn Nowogiriejewo, KFS i Dinamo Moskwa